# Желтоглазый сорокопутовый личинкоед
Желтоглазый сорокопутовый личинкоед (лат. Coracina lineata) — вид птиц из семейства личинкоедовых. Распространены в Австралии и Новой Гвинеи.
Выделяют десять подвидов. МСОП классифицировал этот вид как «Вызывающий наименьшие опасения».

## Описание
Желтоглазый сорокопутовый личинкоед достигает длины тела от 24 до 29 см. Размах крыльев составляет около 49 см, а средний вес — 100 гр.
Голова, шея и верхняя сторона тела взрослых особей сине-серого цвета. От клюва тянется широкая короткая чёрная полоса, так называемое подхвостье. Средняя пара контрольных перьев сине-серая с широкой чёрной полосой на конце. Остальные контрольные перья черновато-серые.
Подбородок, горло и грудь сине-серые, остальная часть нижней стороны тела равномерно и заметно опоясана чёрно-белыми полосами. Клюв чёрный, радужная оболочка бледно-жёлтая и выделяется на фоне чёрных зрачков и серой головы. Окологлазное кольцо чёрное. Ноги и ступни тёмно-серые или чёрные. Ноги короткие по отношению к размеру тела.
У молодых особей голова, шея, верхняя часть тела и грудь тёмно-бурые или тёмно-серые с бурыми пятнами. Хвостовое оперение, которое у взрослых птиц заканчивается прямо, у молодых заострено. Поперечная полоса на нижней стороне тела белая или белая с узкой тёмно-коричневой поперечной полосой. Неполовозрелые особи уже в значительной степени похожи на взрослых, но все еще имеют тонкую коричневую продольную полоску на голове и шее.
При недостаточном освещении желтоглазого сорокопутового личинкоеда можно спутать с самками и подросшими птенцами Edolisoma tenuirostre, поскольку этот вид, как и последний, имеет поперечные полосы на нижней стороны тела. Имеется также отдалённое сходство с Cuculus saturatus, у которой похожая окраска оперения. Однако она на четверть крупнее Cuculus saturatus.

## Распространение и места обитания
В редких случаях встречается на Новой Гвинее. Также колонизирует острова в заливе Чендравасих, острова Ару, острова в архипелаге Бисмарка и Бугенвиль. Встречается на островах в Торресовом проливе, в Австралии его столь же разрозненный ареал простирается от полуострова Кейп-Йорк на крайнем северо-востоке Австралии вдоль восточного побережья до Сиднея. Миграционное поведение полосатого кукушонка пока окончательно не изучено. Однако на всем протяжении своего ареала она считается постоянной птицей.
Встречается в основном в тропических лесах. На востоке австралийского штата Новый Южный Уэльс это также более сухие муссонные тропические леса и субтропические дождевые леса. Встречается на вырубках, в светлых участках леса и вдоль опушек. Иногда его можно встретить и на отдельных плодоносящих деревьях, если они находятся не слишком далеко от леса. Иногда его можно встретить и в городских районах.

## Подвиды и ареалы их распространения
Выделяют десять подвидов. Несколько подвидов встречаются на Соломоновых островах:
- C. l. maforensis (A. B. Meyer, 1874) — Нумфор, один из островов Биак, расположенных в заливе Чендравасих.
- C. l. axillaris (Salvadori, 1876) — Встречается на острове Вайгео и островах Ару, а также в горах на западе, севере и юго-востоке Новой Гвинеи. К ним относятся горы полуостровов Вогелкоп и Хуон, одна находка происходит из гор Фоджа.
- C. l. sublineata (P. L. Sclater, 1879) — острова Новая Британия, Новая Ирландия и Дупортайл в архипелаге Бисмарка.
- C. l. nigrifrons (Tristram, 1892) — Северные Соломоновы острова (Бука, Бугенвиль, Шуазёль, Санта-Исабель).
- C. l. ombriosa (Rothschild & E. J. O. Hartert, 1905) — Центральные Соломоновы острова (Коломбангара, Новая Георгия, Рендова и другие неболшиие острова).
- C. l. pusilla (E. P. Ramsay, 1879) — Гуадалканал (южные Соломоновы острова).
- C. l. malaitae Mayr, 1931 — Малаита (юг Соломоновых островов).
- C. l. makirae Mayr, 1935 — Макира (юго-восток Соломоновых островов).
- C. l. gracilis Mayr, 1931 — Реннелл (крайний юг Соломоновых островов).
- C. l. lineata (Swainson, 1825) — северо-восточная Австралия

## Поведение
Питается в основном фруктами. Особое место в рационе занимает дикий инжир. Также питается насекомыми, и обычно их можно увидеть кормящимися парами или небольшой стайкой. Кроме того, его часто можно увидеть вместе с другими видами птиц, в том числе с Ailuroedus melanotis.
Репродуктивная биология этого вида ещё окончательно не изучена. Однако сезон размножения длится с октября по начало февраля на всей площади ареала, гнездо строится на деревьях из тонких веточек и иголок казуарины. Согласно имеющимся сведениям, в строительстве гнезда и выкармливании птенцов участвуют оба родителя. Размер кладки составляет от одного до двух яиц. Пока ничего не известно об интервале между откладками, периоде инкубации и о том, как долго птенцы остаются в гнезде.